# محوطه و تپه گوبح تپه سی
محوطه و تپه گوبح تپه سی مربوط به دوران‌های تاریخی پس از اسلام است و در شهرستان نمین، بخش ویلکیج شمالی، روستای مهدی پستی واقع شده و این اثر در تاریخ ۱۰ دی ۱۳۸۱ با شمارهٔ ثبت ۶۶۹۷ به‌عنوان یکی از آثار ملی ایران به ثبت رسیده است.